# Гомомонумент
52°22′28″ пн. ш. 4°53′05″ сх. д. / 52.37444° пн. ш. 4.88472° сх. д.

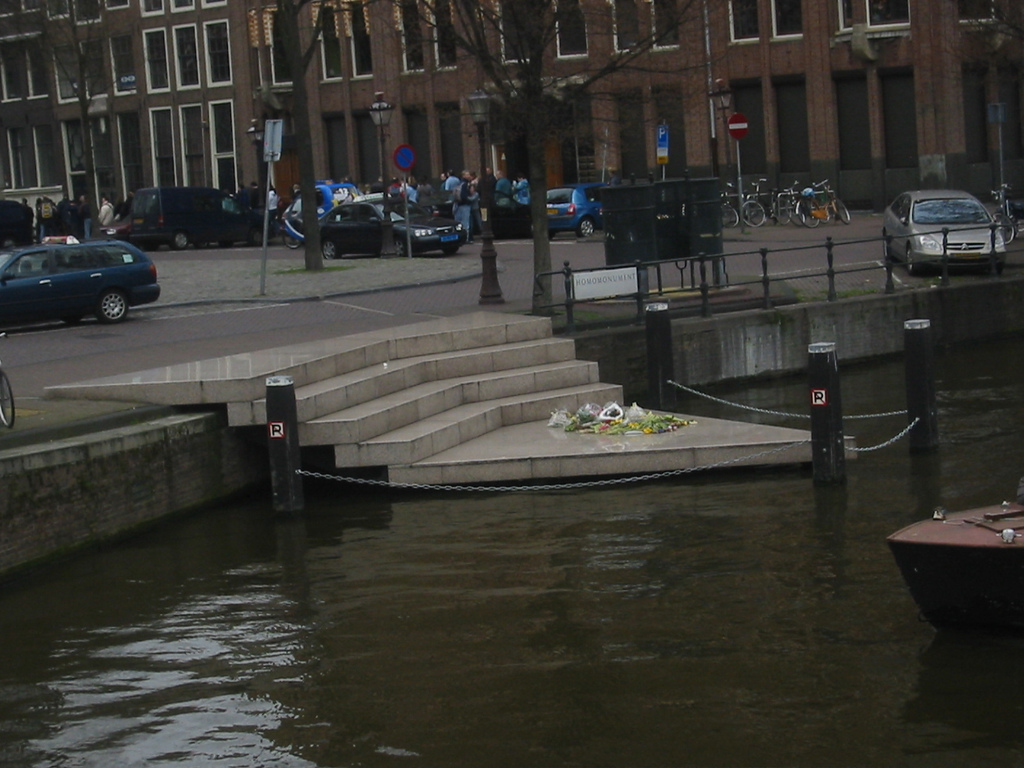
Центральна частина Гомомонумента.

Гомомонумент (нід. Homomonument) — меморіал у центрі Амстердама, створений у пам'ять про всіх геїв, лесбійок, бісексуалів і транссексуалів, які піддавались переслідуванням і дискримінації з причини їхньої сексуальної оріентації та гендерної ідентичності. Монумент був відкритий 5 вересня 1987 року.

## Опис
Гомомонумент являє собою три рожеві трикутники з граніту, встановлені на землі так, щоб вони в сукупності виглядали як один великий трикутник. Він стоїть на березі каналу Кейзерсграхт, біля історичної церкви Вестеркерк (Західна церква). 
Гомомонумент має 3 виміри: пам'ять про минуле, сучасний опір дискримінації і репресіям і напуття на майбуття. Ця трикутна конструкція заснована на символі рожевого трикутника, який зобов'язані були носити в'язні-геї в концентраційних таборах нацистської Німеччини (у період нацизму до 50 тисяч геїв загинуло в концтаборах). Відтоді цей рожевий трикутник став офіційним символом руху за права геїв. 

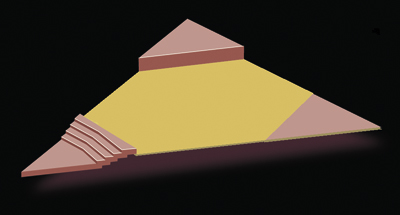
Модель Гомомонумента.

На трикутнику, що покоїться на каналі, є сходи, що ведуть вниз до води. На цих сходах часто лежать вінки з квітів. Другий трикутник, заввишки 60 см, встановлений на землі, а третій трикутник — розташований на рівні вулиці. Ці три трикутники — кожний зі сторонами по 10 метрів — разом утворюють більший трикутник, з'єднаний тонкими лініями рожевого граніту. Цей великий правильний трикутник має сторони по 36 метрів. 
Розташування трьох сторін великого трикутника має символічний сенс. Один трикутник вказує на Національний монумент Другої світової війни на Площі Дам. Інший вказує на будинок Анни Франк, єврейки, яка була відправлена нацистами на смерть. Третій трикутник вказує на штаб-квартиру найстарішої у світі ЛГБТ-організації COC, заснованої в 1946 році. COC спочатку означало «Cultuur en Ontspannings-Centrum» («Центр культури і відпочинку»), що мало на меті прикриття для діючої ЛГБТ-організації.
На трикутнику, що вказує на будинок Анни Франк, викарбувано рядок з поеми голландського єврейського поета Якоба Ісраеля де Хаана: «Naar Vriendschap Zulk een Mateloos Verlangen» («Така вічна потреба в дружбі»). Цей рядок узято з його поеми «Молодому рибалці».

## З історії створення

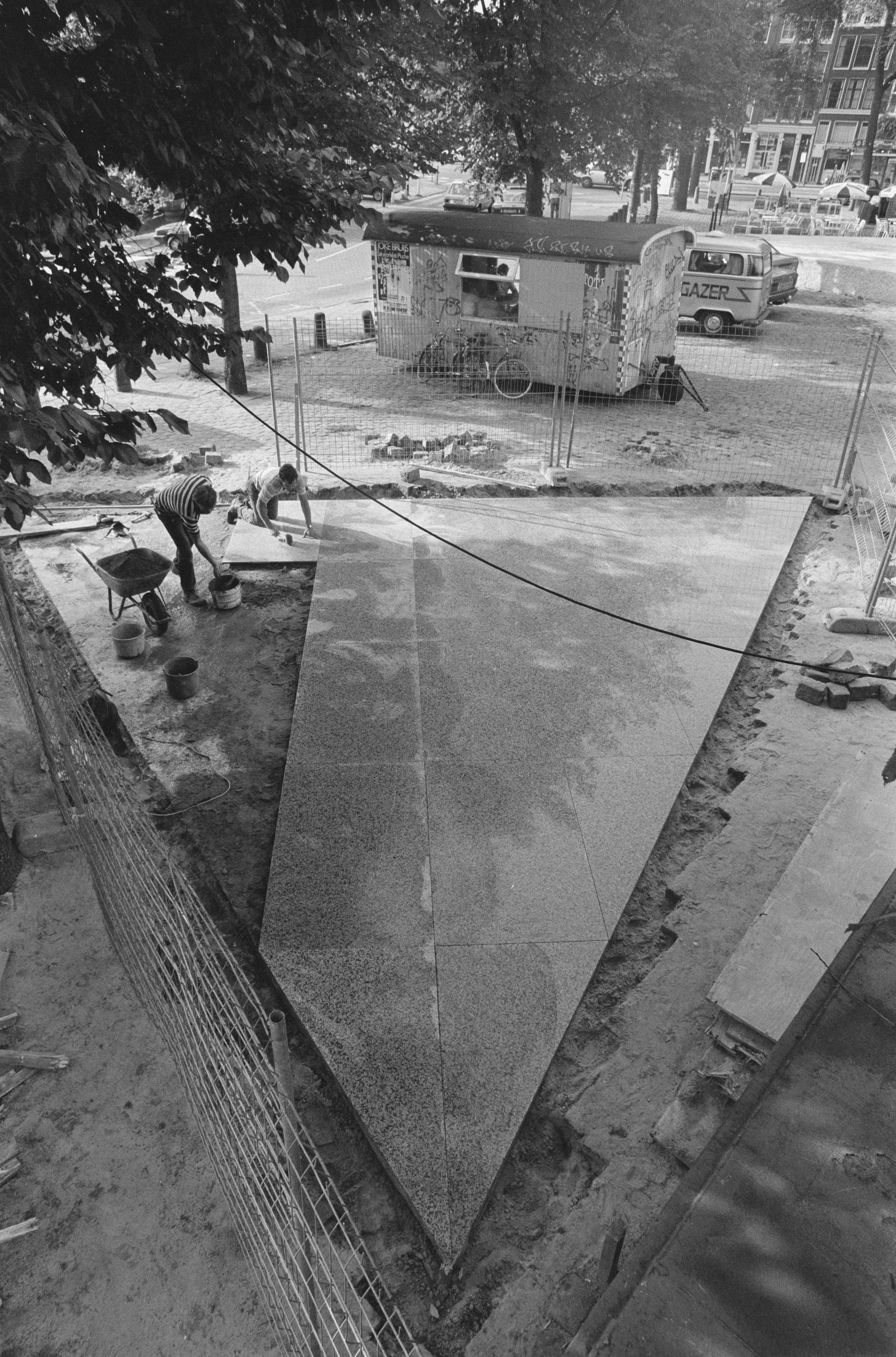
На будівництві Гомомонумента, серпень 1987 року

Амстердамський Гомомонумент був створений, щоб «підтримати і надихнути геїв, лесбійок, бісексуалів і транссексуалів у їх боротьбі проти дискримінації та репресій». Ініціатором спорудження пам'ятника у травні 1979 року став нідерландський ЛГБТ-рух, що тримав широку підтримку аналогічних організацій у інших країнах. 
Ідея пам'ятника геям, лесбійкам, бісексуалістам і транссексуалам, які стали жертвами репресій, народилася в 1970 році, коли активісти ЛГБТ-руху були заарештовані за те, що намагалися покласти вінок до Національного монумента жертвам Другої світової війни на Площі Дам в центрі Амстердама. Вінок був знятий з меморіалу поліцією і оголошений таким, що ображає пам'ять загиблих. Ця подія була сприйнята ЛГБТ-активістами як образа і примусила їх замислитись, чому вони не можуть легально висловити свою подяку визволителям від нацизму. 
І хоча Гомомонумент часто називають пам'ятником геям і лесбійкам, які загинули від переслідувань нацистів, він був задуманий як пам'ятник усім геям і лесбйкам, які страждали і продовжують страждати від дискримінації та переслідувань у всіх країнах і у всі часи. 
Збір потрібної суми на спорудження Гомомонумента (180 тисяч євро) тривав 8 років. Велику частину цієї суми надали приватні особи та організації. Голландський парламент і уряд пожертвували 50 тисяч євро. Влада міста Амстердама і провінції Північна Голландія, а також королівська родина також зробили значні пожертви. 
У 1980 році був оголошений конкурс на найкращий проект Гомомонумента і було сформовано журі, що складалося з експертів в галузі мистецтва, архітектури і дизайну. На конкурс були представлені десятки проектів найкращих архітекторів країни. Журі обрало проект пам'ятника, запропонований Карін Даан, — з трикутником, встановленим на воді як центральна точка монумента. У процесі роботи над проектом Даан розширила пам'ятник, щоб зробити його настільки значним і монументальним, наскільки можливо без порушення навколишнього середовища.